# Comatose (Skillet-album)
Comatose är det sjunde studioalbumet som Skillet gjort. Det lanserades 3 oktober 2006 och har sedan dess sålts i över 500 000 exemplar. Comatose var det sista albumet Skillet gjorde med Lori Peters som trummis. 

## Låtlista
| Nr  | Titel                    | Längd |
| --- | ------------------------ | ----- |
| 1.  | Rebirthing               | 3:53  |
| 2.  | The Last Night           | 3:32  |
| 3.  | Yours to Hold            | 3:42  |
| 4.  | Better Than Drugs        | 3:57  |
| 5.  | Comatose                 | 3:50  |
| 6.  | The Older I Get          | 3:38  |
| 7.  | Those Nights             | 3:46  |
| 8.  | Falling Inside the Black | 3:30  |
| 9.  | Say Goodbye              | 4:16  |
| 10. | Whispers in the Dark     | 3:24  |
| 11. | Looking for Angels       | 4:31  |

| 12. | Live Free or Let Me Die                 | 3:52 |
| 13. | Rebirthing (Akustisk version)           | 3:54 |
| 14. | Yours to Hold (Akustisk version)        | 3:44 |
| 15. | The Older I Get (Akustisk version)      | 3:27 |
| 16. | Whispers in the Dark (Akustisk version) | 3:25 |
| 17. | Say Goodbye (Akustisk version)          | 4:12 |

| 1. | Rebirthing (Musikvideo)           |  |
| 2. | Whispers in the Dark (Musikvideo) |  |
| 3. | The Older I Get (Musikvideo)      |  |
| 4. | Looking for Angels (Musikvideo)   |  |

## Singlar
1. "Rebirthing"
2. "Whispers in the Dark"
3. "The Older I Get"
4. "The Last Night"
5. "Comatose"
6. "Those Nights"
7. "Better Than Drugs"

## Medverkande
- John Cooper – Sång, elbas
- Korey Cooper – Keyboard, gitarr, backupsång
- Lori Peters - Trummor
- Ben Kasica - Gitarr